# 朝鮮生存記
《朝鮮生存記》（韩语：／ Joseon Saengjongi），為韓國TV朝鮮於2019年6月8日起播出的週末連續劇，由《D-Day》的張容宇導演與朴敏宇作家合作打造。此劇講述現為貨車司機的前射箭國家選手，在一次意外與相識的人穿越至朝鮮時代，並與知名盜賊林巪正相遇，而展開的一連串熱血青春故事。
台灣由愛奇藝台灣站6月9日起每周日一上午10點獨家跟播。

## 演員陣容

### 主要人物
| 演員                          | 角色   | 介紹 |
| 姜至奐 （於第10集後退出）     | 韓正祿 | 快遞員，前國家射箭選手，憑著祖先留下的才能和本人的瘋狂執着終於入選韓國射箭國家隊。有了女朋友的他，原定在倫敦奧運會的領獎臺上將金牌獻給了她，並下決心要求婚。但是所有的期待在一夜之間，因一箭之敗而落空。 |
| 徐芝釋 （於第11集起接替演出） | 韓正祿 | 快遞員，前國家射箭選手，憑著祖先留下的才能和本人的瘋狂執着終於入選韓國射箭國家隊。有了女朋友的他，原定在倫敦奧運會的領獎臺上將金牌獻給了她，並下決心要求婚。但是所有的期待在一夜之間，因一箭之敗而落空。 |
| 宋元錫                        | 林巪正 | 盜匪頭目，擁有超過6呎的個子、非常發達的二頭三頭肌肉和端正的臉龐，但是生為受人冷待的屠夫。他遇到從現代穿越到500年前的朝鮮時代的快遞員正祿，正祿在他心中點燃了叛亂的火種。他對豪邁的女子瑟琪很感興趣，認為他着粗野的山賊破口大罵、在路上撞到兩班也不認輸的行為很神奇。                                            |
| 景收真                        | 李慧珍 | 康復醫學科醫生，正祿的前女友。她以為已遺忘了自己的正祿偏偏出現在訂婚派對現場，風度翩翩的未婚夫送她去地方醫院的路上，又遇到了這個人。但是在途中發生了交通意外，出現前男友救助暈厥的現任未婚夫的情況。載着受傷的未婚夫在霧中奔跑的途中，快遞卡車在山坡上翻滾失事。等回過神來一看，那個地方已是500年前的朝鮮王朝。 |
| 朴世婉                        | 韓瑟琪 | 正祿的妹妹，知道光靠努力是不會成功的。她乘哥哥的快遞車時一同穿越回到朝鮮。她有著與尹任的女兒長得一模一樣的臉，被綁架後賣給妓院，以特有的美貌和技藝出名。 |

### 其他人物
| 演員   | 角色     | 介紹 |
| 李載允 | 鄭佳益   | 國際律師。他記得小時候媽媽在廚房上吊自殺的樣子，這個創傷折磨了他一輩子，培養了他內心慢慢成長的惡魔。 後來，慧珍見到了他，他彷如看到了媽媽的臉，也開始有了想守護的女人。在現代的韓國與慧珍是“訂婚關係”                         |
| 韓載錫 | 尹元衡   | 領中樞府事，擁有比國庫更多的財產，朝鮮最高權貴。他靠著姐姐文定王后而無所不為，但是被某一天突然出現的和尚惹惱，因他貪圖文定王后寵愛還不夠，還敢與愛妾蘭貞談論男女相悅之事。                                                    |
| 尹智敏 | 鄭蘭貞   | 尹元衡的愛妾，父親是貴族，母親是官婢。以妓女的身份一入籍就獲得了人氣，以計謀成功成為當代最高權勢家尹元衡的愛妾。 她毒殺正室夫人金某登上本座。在幫助文定王后的過程中遇到了佳益，雖然知道他是假和尚，但為了自己的利益保持沉默。 |
| 李京進 | 文定王后 | |
| 申伊   | 妓生行首 | |
| 张正延 | 明宗王   | |

## 收視率
| 集數       | 播出日期   | AGB收視率        |
| 集數       | 播出日期   | 大韓民國（全國） |
| ---------- | ---------- | ---------------- |
| 1          | 2019/06/08 | 1.288%           |
| 2          | 2019/06/09 | 1.255%           |
| 3          | 2019/06/15 | 1.740%           |
| 4          | 2019/06/16 | 1.390%           |
| 5          | 2019/06/22 | 1.459%           |
| 6          | 2019/06/23 | 1.256%           |
| 7          | 2019/06/29 | 1.447%           |
| 8          | 2019/06/30 | 1.439%           |
| 9          | 2019/07/06 | 1.214%           |
| 10         | 2019/07/07 | 1.428%           |
| 11         | 2019/07/27 | 1.204%           |
| 12         | 2019/07/28 | 1.050%           |
| 13         | 2019/08/03 | 1.038%           |
| 14         | 2019/08/10 | 0.948%           |
| 15         | 2019/08/11 | 0.921%           |
| 16         | 2019/08/17 | 0.852%           |
| 平均收視率 | 平均收視率 | 1.246%           |

- 收視最低的集數以藍色表示，收視最高的集數以紅色表示，而空格則表示該集的收視沒有相關數據。

## 記事
- 2019年7月9日晚間男主角姜至奐因涉嫌性侵在其光州家中被緊急逮捕。10日，電視台宣佈《朝鮮生存記》將從本週起停播[4]。11日，製作公司華誼兄弟表示：「飾演韓正祿的姜至奐將退出電視劇，現在正在物色其他演員。為了能圓滿恢復播出而竭盡全力，向支持《朝鮮生存記》的觀眾表示歉意，我們將會盡快恢復正常的播出和大家見面。」[5]。
- 此劇受姜至奐性侵事件影響，從原定的20集縮減四集，以16集提早結束。並確定由徐芝釋接替快遞員韓正祿一角，他將會盡快投入拍攝中，並將在27日恢復播出[6]。

## 外部連結
- 韓國TV朝鮮官方網站 （页面存档备份，存于）

| TV朝鮮 週末劇                           | TV朝鮮 週末劇                                           | TV朝鮮 週末劇 |
| --------------------------------------- | ------------------------------------------------------- | ------------- |
|                                         | 朝鮮生存記 （2019年6月8日 - 2019年8月17日）             |               |
| Babel （2019年1月27日 - 2019年3月24日） | Leverage：詐騙操作團 （2019年10月13日 - 2019年12月8日） |               |